# روب باك
روب باك (بالإنجليزية: Rob Buck) هو كاتب أغاني أمريكي، ولد في 1 أغسطس 1958 في جيمستاون في الولايات المتحدة، وتوفي في 19 ديسمبر 2000 في بيتسبرغ في الولايات المتحدة بسبب مرض الكبد.

## وصلات خارجية
- الموقع الرسمي
- روب باك على موقع IMDb (الإنجليزية)
- روب باك على موقع ميوزك برينز (الإنجليزية)
- روب باك على موقع أول ميوزيك (الإنجليزية)
- روب باك على موقع ديسكوغز (الإنجليزية)